# Воля-Тульніцька
Воля-Тульніцька (пол. Wola Tulnicka) — село в Польщі, у гміні Семень Парчівського повіту Люблінського воєводства.
Населення — 178 осіб (2011).
У 1975-1998 роках село належало до Білопідляського воєводства.

## Демографія
Демографічна структура станом на 31 березня 2011 року:
|          | Загалом | Допрацездатний вік | Працездатний вік | Постпрацездатний вік |
| -------- | ------- | ------------------ | ---------------- | -------------------- |
| Чоловіки | 81      | 12                 | 56               | 13                   |
| Жінки    | 97      | 18                 | 47               | 32                   |
| Разом    | 178     | 30                 | 103              | 45                   |